# Dylan Kennett
Dylan Kennett (Christchurch, 8 de dezembro de 1994) é um ciclista profissional neozelandês. Atualmente, compete para a equipe Breads of Europe-All about Plumbing LTD.